# Elhousine Elazzaoui
Elhousine Elazzaoui (en arabe : الحسين العزاوي), né le 16 mars 1992 à Zagora, est un traileur marocain. Il a remporté la Golden Trail World Series 2024.

## Biographie
Elhousine Elazzaoui naît à Zagora dans une famille berbère. Il découvre la course à pied par hasard à 14 ans en s'inscrivant à une course régionale durant le marché de Zagora. Il remporte la victoire à sa propre surprise. Il travaille ensuite dans l'agence de voyages de son frère et, par l'intermédiaire de son travail, il fait la rencontre de sa future compagne en 2016, une Suissesse passant ses en vacances au Maroc. Elle l'encourage à se concentrer sur sa carrière sportive et il la rejoint en Suisse, dans le canton du Tessin,.
Il se découvre un talent pour le trail et remporte notamment l'épreuve du 80 km de la Morocco Race en 2018.
En 2019, il s'illustre sur les épreuves techniques du skyrunning. Le 9 juin, il domine la Skyrace Lodrino-Lavertezzo lors de sa deuxième participation. Il s'impose en 2 h 31 min 11 s, battant de cinq minutes le précédent record du parcours détenu par le Suisse Pascal Egli. Le 21 juillet, il crée la surprise sur la DoloMyths Run, manche de la Golden Trail World Series. Il parvient à courir aux avant-postes aux côtés de Nadir Maguet. Les deux hommes ne parviennent pas à se départager et franchissent la ligne d'arrivée dans la même seconde. Le podium est déterminé au photo-finish et Elhousine Elazzaoui se classe troisième derrière Nadir Maguet. Le 7 septembre, il réalise une solide course pour terminer deuxième de La Veia Skyrace. La course compte comme épreuve de SkyRace pour les championnats d'Europe de skyrunning, mais Elhousine Elazzaoui n'y est toutefois pas classé en raison de sa nationalité marocaine.
Le 25 juillet 2021, il domine le Swiss Alpine Marathon K43 de bout en bout et s'impose en 3 h 12 min 28 s, devançant de plus de dix minutes son plus proche poursuivant.
Il connaît une bonne saison en Golden Trail World Series 2022. Il effectue un début de saison solide en terminant quatrième à Zegama-Aizkorri ainsi qu'au marathon du Mont-Blanc. Il se démarque véritablement lors de la finale à Madère. Lors de la première étape, il talonne le grand favori Rémi Bonnet pour terminer deuxième mais connaît une grosse contre-performance dans la deuxième étape en terminant loin au classement. Il se rattrape dans la troisième étape courue en contre-la-montre et parvient à s'imposer en battant Rémi Bonnet. Il conclut avec deux autres deuxièmes places et parvient à s'offrir la deuxième place du classement général pour 6 points devant le Français Thibaut Baronian.
Le 10 septembre 2022, il effectue une bonne course au marathon de la Jungfrau. Partant prudemment, il parvient à doubler ses adversaires un à un jusqu'à se défaire du Kényan Robert Pkemboi pour s'assurer de la deuxième place derrière Mark Kangogo. Le 12 octobre 2022, Mark Kangogo est suspendu pour dopage à la suite d'un contrôle subséquent à la course Sierre-Zinal. Ses résultats sont annulés et Elhousine Elazzaoui hérite de la victoire du marathon de la Jungfrau. 
Le 14 mai 2023, il profite des conditions piégeuses à Zegama-Aizkorri pour tirer son épingle du jeu. Il réalise une solide fin de course, doublant ses adversaires et talonnant l'Espagnol Manuel Merillas en tête pour finalement terminer deuxième à 27 secondes de ce dernier. Le 15 juillet, il prend un départ rapide sur la DoloMyths Run, bien décidé à effacer son abandon au marathon du Mont-Blanc. S'échangeant la tête de course avec Stian Angermund, il parvient à se défaire de ce dernier dans la descente finale et fonce s'offrir sa première victoire en Golden Trail World Series.
Le 1er avril 2024, il est invité à prendre le départ de la course élite de 10 kilomètres du Giro Media Blenio (en). Bien que n'étant pas spécialement préparé à ce type d'épreuve, il crée la surprise en courant dans le groupe de tête aux côtés des Éthiopiens Muktar Edris et Telahun Bekele. Il profite de l'abandon de Telahun Bekele pour se classer deuxième en 28 min 53 s, dix-neuf secondes derrière Mutkar Edris.
Le 30 juin 2024, il s'élance parmi les favoris au marathon du Mont-Blanc. Courant en tête aux côtés de Rémi Bonnet, les deux hommes ne parviennent pas à se départager. Elhousine Elazzaoui attend patiemment la dernière descente pour lancer son attaque. Il parvient à distancer le Suisse et file vers la victoire en 3 h 30 min 10 s.
Il choisit de faire l'impasse sur Sierre-Zinal pour se concentrer sur les épreuves de fin de saison. En septembre, il prend part aux deux manches américaines de la Golden Trail World Series. Lors de la Headlands 27K, il court dans le groupe de tête aux côtés de Philemon Kiriago, Patrick Kipngeno et Rémi Bonnet. À un kilomètre de l'arrivée, il accélère et seul Philemon Kiriago parvient à le suivre. Les deux hommes terminent la course au sprint et Elhousine Elazzaoui s'impose pour deux secondes. La semaine suivante, sur la Mammoth 26K, Philemon Kiriago prend le départ sur un rythme soutenu avant de lever le pied. Elhousine Elazzaoui en profite pour récupérer la tête de course avec Patrick Kipngeno. Les deux hommes terminent la course au sprint. Le Kényan tente un dépassement sur les derniers mètres mais Elhousine Elazzaoui parvient à conserver sa place pour s'imposer. La manoeuvre du Marocain fait l'objet d'une enquête et mais ne subit finalement aucune pénalité,.
Il se présente en tant que grand favori sur la finale de la Golden Trail World Series courue à Ascona-Locarno. Les épreuves se déroulant sur ses terrains d'entraînement dans le canton du Tessin, il tire avantage de la connaissance du terrain pour remporter le prologue. Lors de la finale, il met en oeuvre sa stratégie rodée en laissant ses adversaires mener la première partie de course puis accélère en seconde partie pour les doubler et s'offrir la victoire. Il remporte ainsi le classement général haut la main avec un score parfait de 1000 points, ayant remporté trois victoires lors des épreuves régulières ainsi que le prologue et la finale. Avec Joyce Muthoni Njeru victorieuse chez les femmes, il complète la domination africaine de cette année en Golden Trail World Series,.

## Palmarès

### Trail
| no  | masculin           | Course                               | Longueur | Départ                       | Temps           |
| --- | ------------------ | ------------------------------------ | -------- | ---------------------------- | --------------- |
| 2e  | Médaille d'argent  | Scenic Trail K27                     | 27 km    | 9 juin 2018                  | 3 h 0 min 46 s  |
| 1er | Médaille d'or      | SkyRace Lodrino-Lavertezzo           | 21 km    | 8 juillet 2018               | 2 h 45 min 23 s |
| 2e  | Médaille d'argent  | Claro-Pizzo                          | 9,2 km   | 7 octobre 2018               | 1 h 39 min 32 s |
| 2e  | Médaille d'argent  | Vertical Nasego                      | 4,2 km   | 18 mai 2019                  | 35 min 36 s     |
| 1er | Médaille d'or      | SkyRace Lodrino-Lavertezzo           | 21 km    | 9 juin 2019                  | 2 h 31 min 11 s |
| 3e  | Médaille de bronze | DoloMyths Run                        | 22 km    | 21 juillet 2019              | 2 h 2 min 54 s  |
| 2e  | Médaille d'argent  | La Veia SkyRace                      | 31 km    | 7 septembre 2019             | 2 h 55 min 8 s  |
| 1er | Médaille d'or      | Claro-Pizzo                          | 9,2 km   | 6 octobre 2019               | 1 h 38 min 9 s  |
| 1er | Médaille d'or      | Bellagio SkyRace                     | 25 km    | 20 octobre 2019              | 1 h 59 min 4 s  |
| 1er | Médaille d'or      | Claro-Pizzo                          | 7,4 km   | 4 octobre 2020               | 1 h 15 min 40 s |
| 4e  | 4e                 | Golden Trail Championship            | 111 km   | 28 octobre-1er novembre 2020 | 9 h 28 min 46 s |
| 2e  | Médaille d'argent  | DoloMyths Run                        | 21 km    | 18 juillet 2021              | 1 h 52 min 1 s  |
| 1er | Médaille d'or      | Swiss Alpine Marathon K43            | 42 km    | 25 juillet 2021              | 3 h 12 min 28 s |
| 2e  | Médaille d'argent  | Claro-Pizzo                          | 9,2 km   | 3 octobre 2021               | 1 h 37 min 57 s |
| 1er | Médaille d'or      | Vertical Grèste de la Mughéra        | 3,7 km   | 29 octobre 2021              | 38 min 27 s     |
| 2e  | Médaille d'argent  | Limone Extreme                       | 22,2 km  | 30 octobre 2021              | 2 h 29 min 41 s |
| 4e  | 4e                 | Zegama-Aizkorri                      | 42,2 km  | 29 mai 2022                  | 3 h 47 min 53 s |
| 4e  | 4e                 | Marathon du Mont-Blanc               | 42 km    | 26 juin 2022                 | 3 h 43 min 19 s |
| 1er | Médaille d'or      | Marathon de la Jungfrau              | 42,2 km  | 10 septembre 2022            | 3 h 0 min 49 s  |
| 1er | Médaille d'or      | Claro-Pizzo                          | 7,4 km   | 2 octobre 2022               | 1 h 12 min 41 s |
| 2e  | Médaille d'argent  | Zegama-Aizkorri                      | 41,9 km  | 14 mai 2023                  | 3 h 42 min 28 s |
| 1er | Médaille d'or      | DoloMyths Run                        | 22 km    | 15 juillet 2023              | 2 h 4 min 39 s  |
| 2e  | Médaille d'argent  | Marathon de la Jungfrau              | 42,2 km  | 9 septembre 2023             | 3 h 7 min 21 s  |
| 1er | Médaille d'or      | Claro-Pizzo                          | 9,2 km   | 1er octobre 2023             | 1 h 31 min 43 s |
| 1er | Médaille d'or      | Il Golfo dell'Isola Trail - Prologue | 8,7 km   | 20 octobre 2023              | 33 min 24 s     |
| 1er | Médaille d'or      | Il Golfo dell'Isola Trail - Finale   | 26 km    | 22 octobre 2023              | 1 h 56 min 15 s |
| 1er | Médaille d'or      | Maxi-Race Madeira - Medium           | 25 km    | 2 décembre 2023              | 1 h 58 min 36 s |
| 3e  | Médaille de bronze | Kobe Trail                           | 21,3 km  | 20 avril 2024                | 2 h 28 min 43 s |
| 2e  | Médaille d'argent  | Four Sisters Mountain Trail          | 22 km    | 27 avril 2024                | 2 h 5 min 39 s  |
| 2e  | Médaille d'argent  | Zegama-Aizkorri                      | 42,2 km  | 26 mai 2024                  | 3 h 46 min 16 s |
| 1er | Médaille d'or      | Marathon du Mont-Blanc               | 42 km    | 30 juin 2024                 | 3 h 30 min 10 s |
| 1re | Médaille d'or      | Headlands 27K                        | 27 km    | 15 septembre 2024            | 1 h 55 min 27 s |
| 1re | Médaille d'or      | Mammoth 26K                          | 26 km    | 22 septembre 2024            | 1 h 49 min 35 s |
| 1re | Médaille d'or      | Ascona-Locarno Trail - Prologue      | 7 km     | 18 octobre 2024              | 25 min 48 s     |
| 1re | Médaille d'or      | Ascona-Locarno Trail - Finale        | 23,5 km  | 20 octobre 2024              | 1 h 50 min 19 s |
| 1re | Médaille d'or      | Chianti Half Trail                   | 20 km    | 23 mars 2025                 | 1 h 16 min 32 s |
| 2e  | Médaille d'argent  | Golfo dell'Isola Trail               | 26 km    | 17 mai 2025                  | 2 h 2 min 5 s   |
| 1re | Médaille d'or      | Zegama-Aizkorri                      | 42,2 km  | 25 mai 2025                  | 3 h 43 min 28 s |
| 1re | Médaille d'or      | Broken Arrow Skyrace 23K             | 22,9 km  | 22 juin 2025                 | 1 h 43 min 53 s |
| 1re | Médaille d'or      | Tepec Trail                          | 34 km    | 29 juin 2025                 | 3 h 0 min 1 s   |

### Route
| Année | Compétition       | Lieu   | Place | Épreuve       | Performance |
| ----- | ----------------- | ------ | ----- | ------------- | ----------- |
| 2024  | Giro Media Blenio | Blenio | 2e    | 10 kilomètres | 28 min 53 s |
| 2025  | Giro Media Blenio | Blenio | 1er   | 10 kilomètres | 29 min 9 s  |

## Records
| Épreuve       | Performance | Date           | Lieu   |
| ------------- | ----------- | -------------- | ------ |
| 10 kilomètres | 28 min 53 s | 1er avril 2024 | Blenio |